# Casetofon

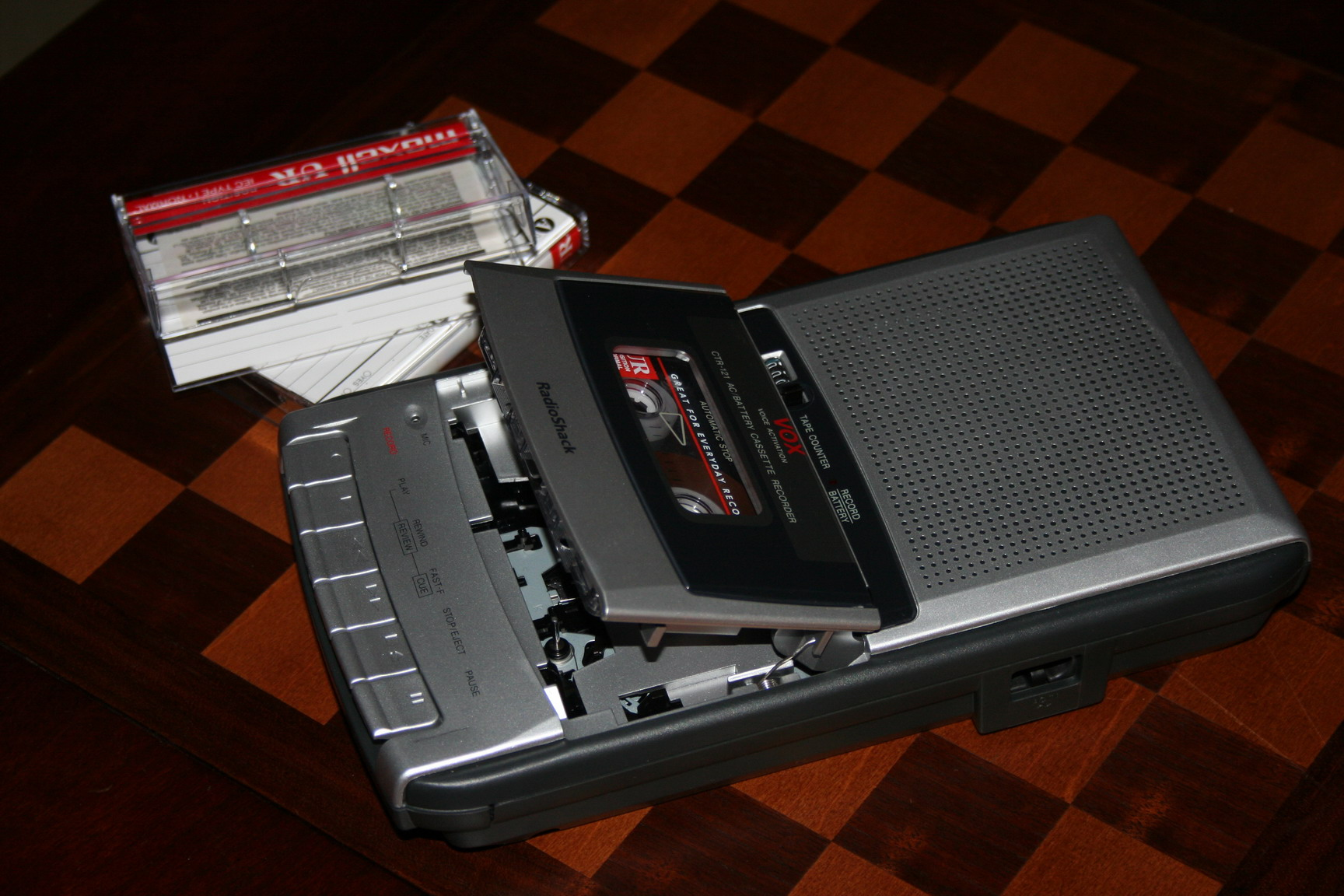
Casetofon portativ

Un casetofon este un magnetofon de dimensiuni reduse, care în locul rolelor cu bandă folosește casete audio. 

## Istoria

Comparaţie între un cap de înregistrare-redare de magnetofon și unul de casetofon

Primul casetofon a fost introdus de firma Philips în 1963 și pus pe piață în 1965, fiind pe atunci un dictafon portativ. Ambele role cu benzi erau închise într-o carcasă de plastic, ceea ce elimina necesitatea ca benzile să fie schimbate când se terminau. Lățimea benzii era de 3,81 mm, iar viteza era de 4,76 cm/sec, ceea ce era suficient pentru voce sau dictare, dar nu și pentru muzică. Casetele folosite s-au numit casete audio sau M.C. - din engleză de la Music Cassette, sau și Compact Cassette.
Pe la începutul anilor 1970 casetofoanele au fost perfecționate într-atât încât au detronat magnetofoanele ca aparatură de înregistrat și ascultat muzică. 
În 1971 sistemul Dolby de reducere a zgomotului în combinație cu benzi de casetofon făcute din dioxid de crom a îmbunătățit calitatea înregistrărilor și mai mult. 

### Popularitate
De la începutul anilor 1970 până la sfârșitul anilor 1990 casetofoanele au fost sursa preferată pentru ascultarea muzicii în automobile, nefiind afectate mecanic de trepidațiile mașinii.

### Îmbunătățiri
La mijlocul anilor 1980 casetofoanele au atins nivelul maxim în ceea ce privește calitatea sonoră. Casetofoane fabricate de companii precum Nakamichi, Revox sau Tandberg aveau, de exemplu, capete multiple de înregistrare, reversare automată etc. 
Cele mai bune casetofoane pot înregistra și reda spectrul complet de la 20 Hz la 20 kHz cu foarte puțin zgomot. 

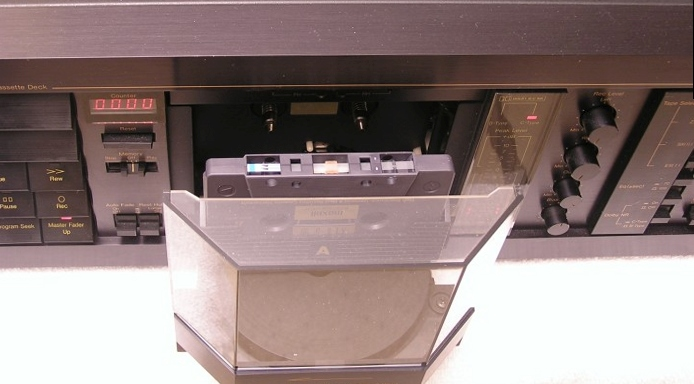
Casetofon Nakamichi RX 505

Alternativa principală la Dolby a fost sistemul de reducere a zgomotului dbx, dar care avea dezavantajul că nu putea fi redat pe aparatură care nu avea acest sistem. Așa că Philips a inventat sistemul ''Dynamic Noise Limiter'' (DNL) care nu necesita ca benzile să fie prelucrate în timpul înregistrării. Pasul următor a fost sistemul ''Dynamic Noise Reduction'' (DNR).
Dolby a introdus ulterior sistemele de reducere a zgomotului Dolby C și Dolby S, ambele fiind foarte performante. Dolby C a devenit foarte folosit pe casetofoanele mai scumpe, dar Dolby S, care a fost scos pe piață când vânzarea casetelor era deja în declin, n-a fost niciodată foarte răspândit.

## Declinul

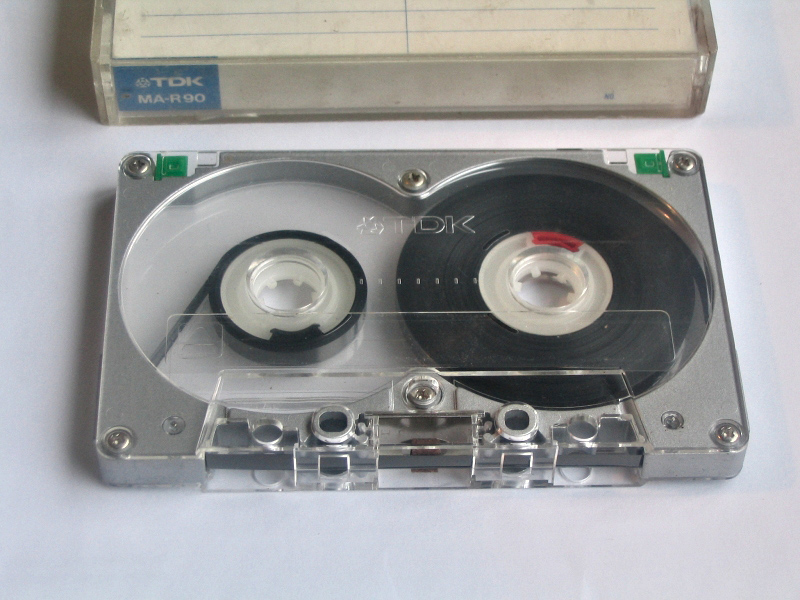
Casetă pentru casetofon

Vânzarea casetelor analogice a scăzut odată cu apariția discurilor compacte (CD), a casetelor digitale (Digital Audio Tape, DAT) și MiniDisc-urilor (MD).
Companii precum Tascam, Marantz, Yamaha, Teac, Denon, Sony și JVC mai produc și astăzi (2009) casetofoane, dar în număr limitat.